# Blue Mountain (Arkansas)
Blue Mountain é uma cidade  localizada no estado americano de Arkansas, no Condado de Logan.

## Demografia
Segundo o censo americano de 2000, a sua população era de 132 habitantes. 
Em 2006, foi estimada uma população de 138, um aumento de 6 (4.5%).

## Geografia
De acordo com o United States Census Bureau, a localidade tem uma área de 2,8 km², sem área coberta por água. Blue Mountain localiza-se a aproximadamente 438 m acima do nível do mar.

## Localidades na vizinhança
O diagrama seguinte representa as localidades num raio de 24 km ao redor de Blue Mountain. 